# Končna množica
Kônčna mnóžica je v matematiki množica s končnim številom elementov. Na primer množica:
{\displaystyle \{2,4,6,8,10\}\,\!}
je končna množica s petimi elementi. Število elementov končne množice je naravno število (nenegativno celo število). Imenuje se kardinalno število množice in določa njeno moč ali kardinalnost. Množica, ki ni končna, se imenuje neskončna množica. Množica vseh pozitivnih celih števil:
{\displaystyle \{1,2,3,\ldots \}\!\,}
je neskončna. Končne množice so še posebej pomembne v kombinatoriki, matematični vedi o štetju. Mnogo tem, ki vsebujejo končne množice, se zanaša na Dirichletovo načelo predala, ki pravi, da ne more obstajati injektivna preslikava iz večje končne množice v manjšo končno množico.